# Forsthaus Hölscherholz
Das Forsthaus Hölscherholz in Prinzhöfte, Ortsteil Hölscher Holz, Hölscherholz 7, Samtgemeinde Harpstedt, stammt von 1837 und 1910. Heute (2022) ist hier eine Hundeschule und Tierheilpraxis.
Das Gebäude steht unter Denkmalschutz (Siehe auch Liste der Baudenkmale in Prinzhöfte).

## Geschichte
Das eingeschossige traufständige T-förmige Hallenhaus als Fachwerkhaus mit Krüppelwalmdach wurde im rechten Teil 1837 und im linken Teil 1910 gebaut.  
Die Landesdenkmalpflege befand: „...geschichtliche Bedeutung ... als beispielhaftes Forsthaus und für die Geschichte der Forstwirtschaft ....“.